# Schwedischsprachige Wikipedia
Die schwedischsprachige Wikipedia (schwedisch svenskspråkiga Wikipedia) ist die Ausgabe der freien Online-Enzyklopädie Wikipedia in schwedischer Sprache.
Im November 2023 bestand die Enzyklopädie aus etwa 2,58 Millionen Artikeln, größtenteils vom Computerprogramm Lsjbot erstellte Artikel über Tier- und Pflanzenarten sowie schwedische Seen. Nach Zahl der Artikel ist sie damit die fünftgrößte Sprachversion von Wikipedia nach der englischsprachigen, der ebenfalls vom Lsjbot erstellten cebuanosprachigen Wikipedia und der deutschsprachigen. Im April 2023 zählte die schwedischsprachige Wikipedia 906.910 Benutzerkonten, davon 2.062 aktive Autoren und 65 Administratoren; zum Vergleich, die deutschsprachige Wikipedia hatte 2,6 Millionen Artikel und 17.729 aktive Autoren.

## Geschichte

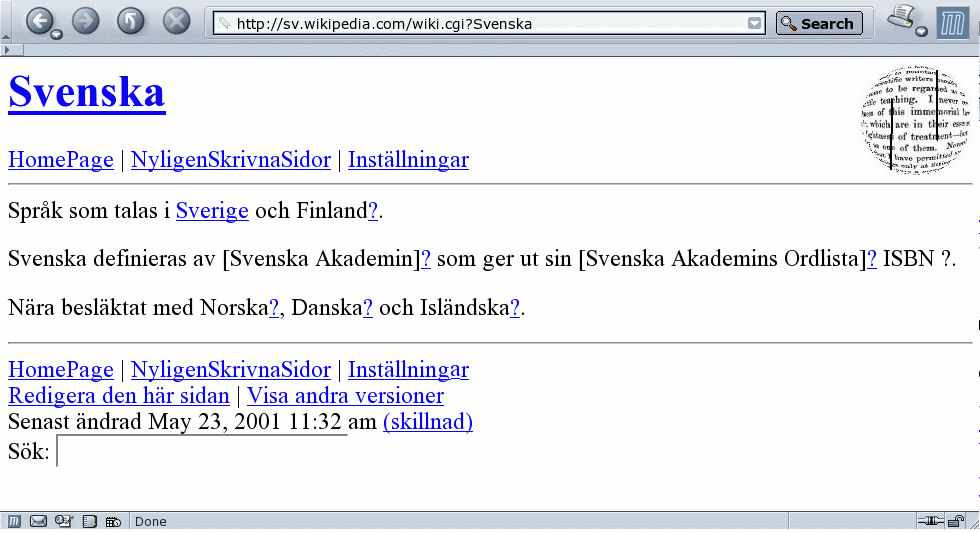
Screenshot der ältesten schwedischen Wikipedia-Seite über die schwedische Sprache, Mai 2001

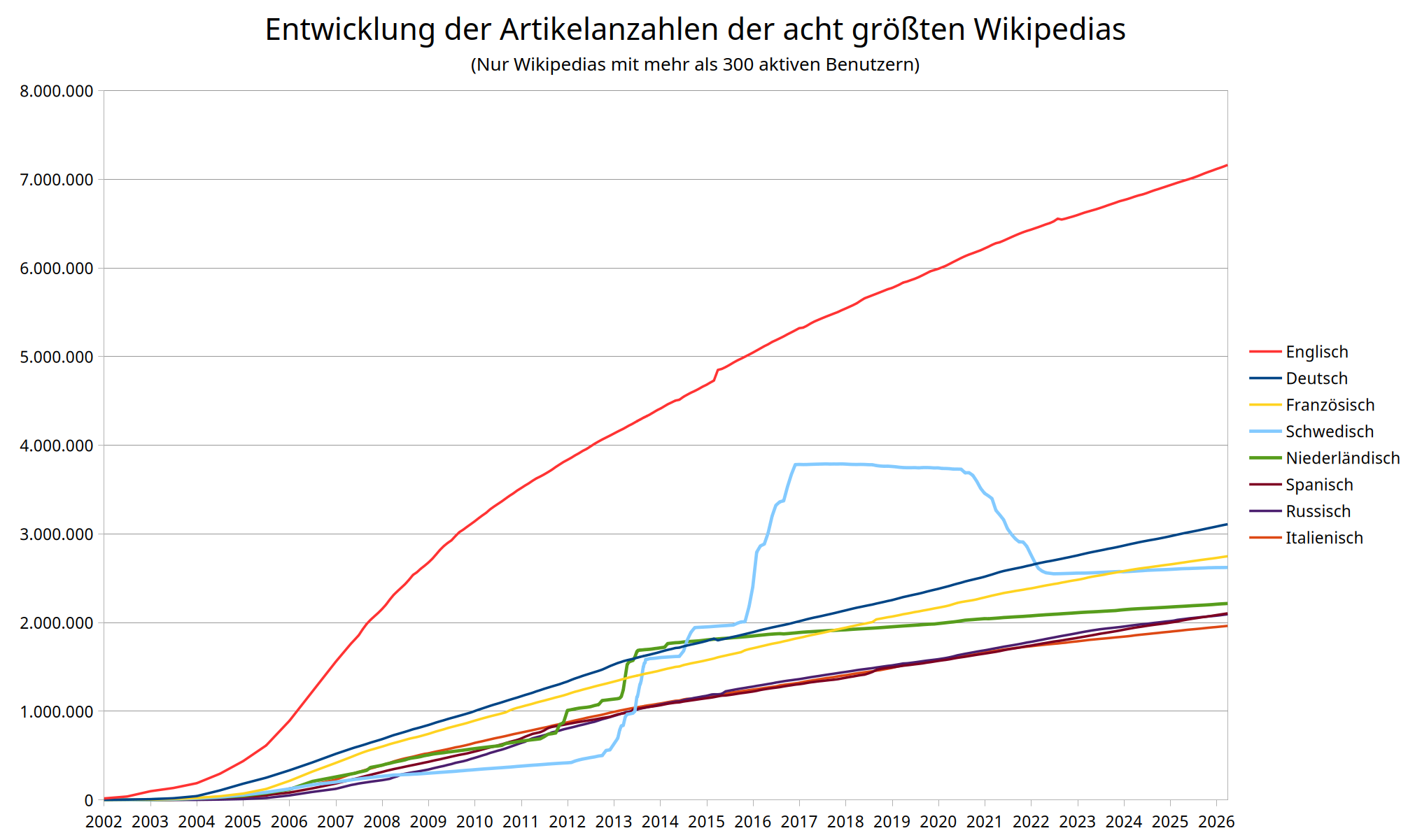
Artikelwachstum in den acht größten Wikipedien, die schwedische Version in hellblau.

### Anfänge
Die schwedischsprachige Wikipedia wurde am 3. Mai 2001 eingerichtet und entwickelte sich anfänglich nur schwach (Kopie der ersten Titelseite). Erst Ende November 2002 war eine deutliche Steigerung zu verzeichnen, und die Artikelanzahl erhöhte sich von 523 auf etwa 3.000 Artikel am Ende des Jahres. Am 1. Dezember wurden die Server auf die Scriptsprache PHP umgestellt. Im Februar 2003 konnte der hundertste Benutzer registriert werden.
Seit dieser Zeit nahm das Interesse für dieses Projekt, auch aufgrund der internationalen Verflechtung, immer mehr zu. Anfang 2004 wurden etwa 100 neue Artikel pro Tag geschrieben, was eine Verdoppelung gegenüber dem gleichen Zeitraum von 2003 darstellte. Im Jahr 2005 wurde der 5000. Benutzer registriert, und das Lexikon erhielt täglich zwischen 150 und 200 neue Artikel. Anfang 2006 (11. Januar) konnte eine Verdopplung der Benutzeranzahl festgestellt werden.

### Starkes Wachstum durch Bots ab 2013
Seit dem 12. August 2013 war die schwedische Wikipedia die nach Artikelzahl viertgrößte Wikipedia-Sprachversion, nachdem die Artikelanzahl innerhalb von wenigen Tagen sowohl die der russischen, der spanischen, der italienischen als auch der französischen Sprachversion überschritten hatte. Bis zu dem Zeitpunkt wurden bereits über 500.000 Artikel durch den Einsatz von Bots automatisch erstellt. Ähnlich wie beim Boteinsatz in der niederländischen Sprachversion betraf dies hauptsächlich Neuanlagen im Biologiebereich, aber auch einige geografische Artikel (z. B. schwedische Seen). Ende Juli 2014 wurde mit ca. 1,78 Millionen Artikeln auch die Artikelzahl der niederländischsprachigen Wikipedia übertroffen.
So erreichte die schwedischsprachige Wikipedia am 27. September 2012 die Marke von 500.000 Artikeln und am 15. Juni 2013 die Marke von einer Million Artikel. Ab dem 6. September 2015 besteht die Enzyklopädie aus über 2 Millionen, seit April 2016 aus über 3 Millionen größtenteils vom Computerprogramm Lsjbot erstellten Artikeln. Am 15. Februar 2017 hatte die schwedischsprachige Wikipedia 3.782.684 Artikel.
Im Juni 2014 enthielt die schwedischsprachige Wikipedia zu 66 Prozent botgenerierte Artikel, im Mai 2016 waren es bereits 83 Prozent der Artikel.
Seit November 2016 wird Lsjbot nicht mehr in der schwedischen Wikipedia eingesetzt. Boterstellte nicht relevante Artikel (zum Beispiel zu Gewässern) und Begriffsklärungsseiten aus ausschließlich Rotlinks sowie dadurch nicht mehr benötigte Weiterleitungen wurden vorwiegend in den Jahren 2020 bis 2022 wieder gelöscht, sodass die Artikelanzahl wieder deutlich unter drei Millionen sank.

## Mediales Echo

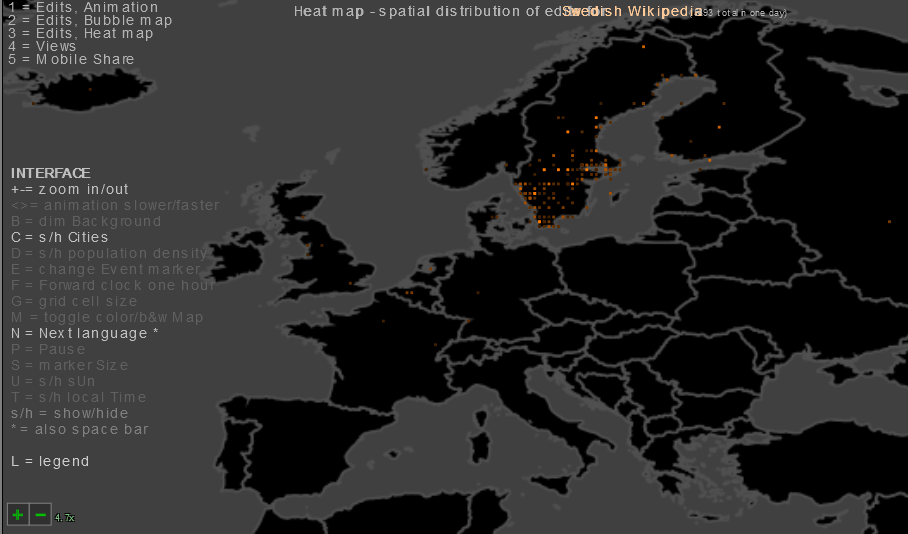
Geolokalisierte Bearbeitungen der schwedischsprachigen Wikipedia an einem Tag, Mai 2011

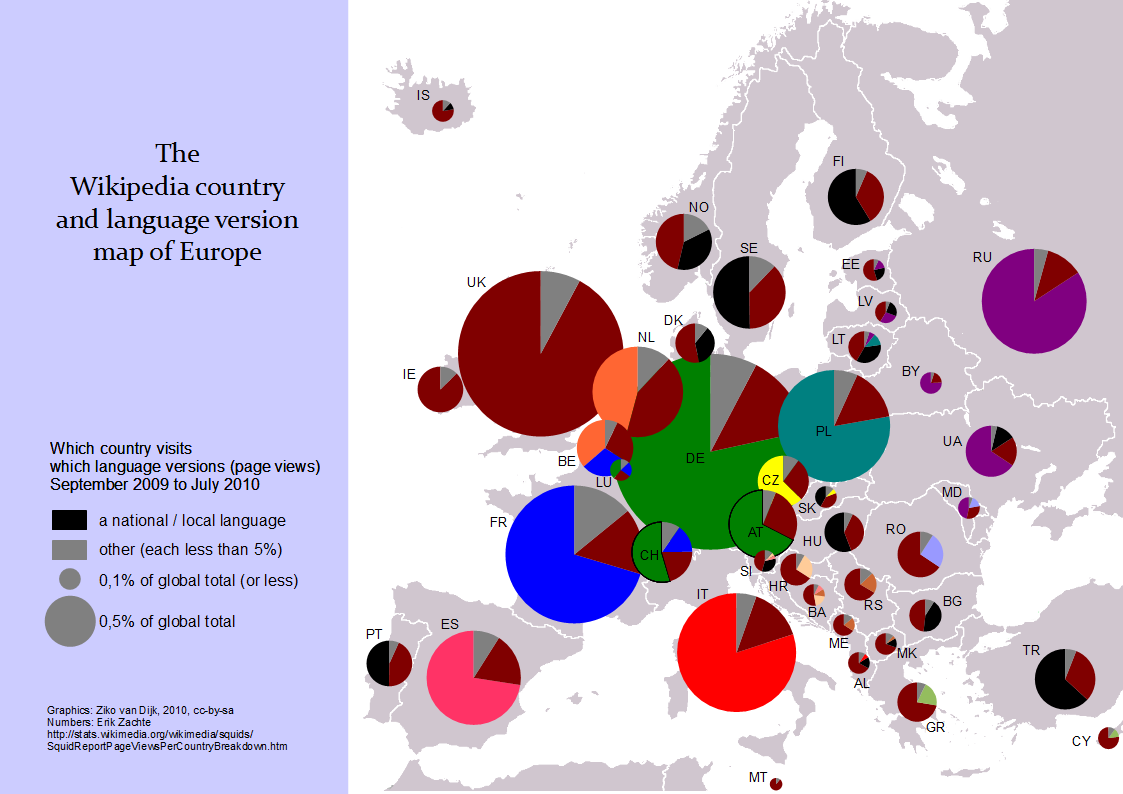
53,9 % der Wikipediaabfragen in Schweden richten sich an die schwedische Sprachversion (in schwarz), 38,8 % an die englischsprachige Wikipedia (braun). Abgerufene Sprachversionen der Wikipedia in europäischen Ländern, September 2009 – Juli 2010

2005 wurde die schwedischsprachige Wikipedia von der Zeitung Internetworld zur zweitnützlichsten Internetseite in Schweden erkoren. Sie lag hinter Eniro und vor der Internetausgabe der schwedischen Nationalenzyklopädie.
In einer Untersuchung, die im Auftrag der Zeitung Svenska Dagbladet von mehreren Experten durchgeführt wurde, erhielt die schwedische Wikipedia gute Noten. Die Experten beurteilten die Qualität von Artikeln über neun Fachbegriffe, wobei die Artikel drei internetbasierenden Nachschlagewerken entnommen waren: Nationalenzyklopädie, Wikipedia und Susning.nu. Die Experten hatten keine Möglichkeit, die Artikel den einzelnen Lexika zuzuordnen, und beurteilten den Wahrheitsgehalt und die Aktualität der enthaltenen Informationen.
Als die Untersuchung am 30. März 2006 im Kulturteil der Zeitung veröffentlicht wurde, hatte die schwedische Wikipedia in drei Fällen die beste Note erreicht, lag bei sechs weiteren Fällen auf dem zweiten Platz und wurde in keinem Fall mit der schlechtesten Note bewertet.

Folgende neun Artikel wurden untersucht: Flüchtling, Stella McCartney, Bear Quartet, Scientology, Das Gesicht Mohammeds, Reality-TV, Homer, Kubismus und Slobodan Milošević.

## Skanwiki
Die schwedische Wikipedia arbeitet mit der dänischsprachigen Wikipedia und den beiden norwegischen Wikipedias innerhalb des transnationalen Projektes Skanwiki zusammen. Ein Beispiel dieser Zusammenarbeit ist die Präsentation des „skandinavischen Artikels des Tages“ auf der Hauptseite. Im Rotationsprinzip wird täglich ein anderer lesenswerter Artikel auf Dänisch (montags, donnerstags und samstags), Bokmål (mittwochs und sonntags) oder Nynorsk (dienstags und freitags) vorgestellt, ermöglicht durch die gegenseitige Verständlichkeit innerhalb der nah verwandten skandinavischen Sprachen.

## Wikimedia
Betreiber der schwedischsprachigen Wikipedia und aller anderen Sprachversionen der freien Internet-Enzyklopädie ist die Wikimedia Foundation in San Francisco, USA.
Der Verein Wikimedia Sverige wurde am 20. Oktober 2007 gegründet und im Dezember 2007 von der Wikimedia Foundation als lokale Sektion der Wikimedia-Bewegung anerkannt.